# Edwin Clark

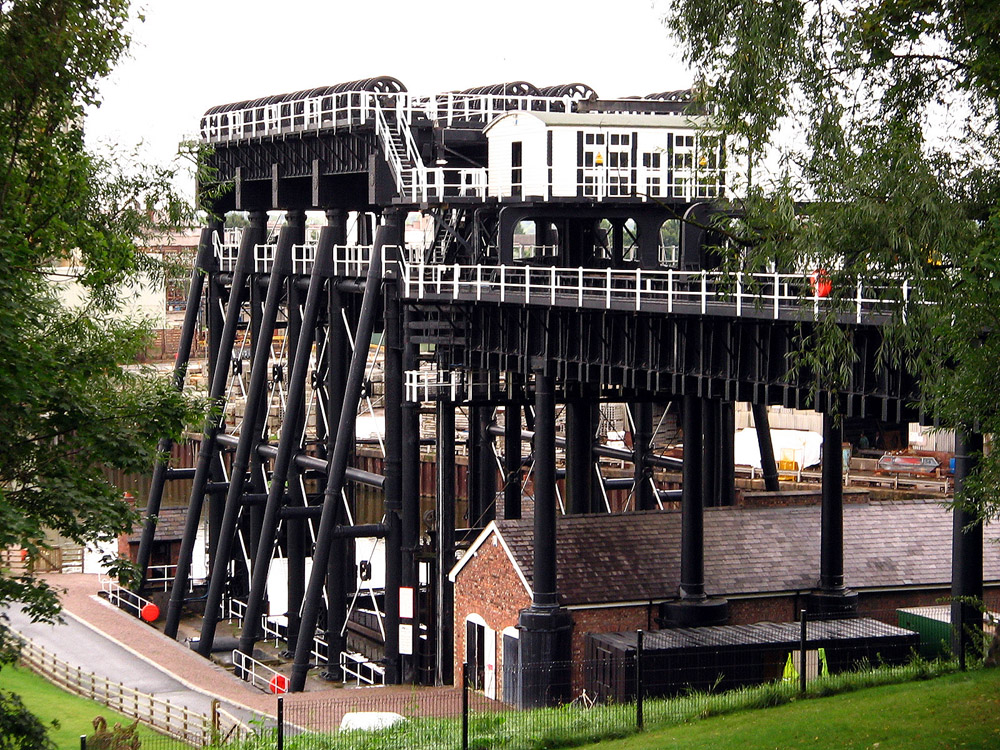
Scheepslift bij Anderton

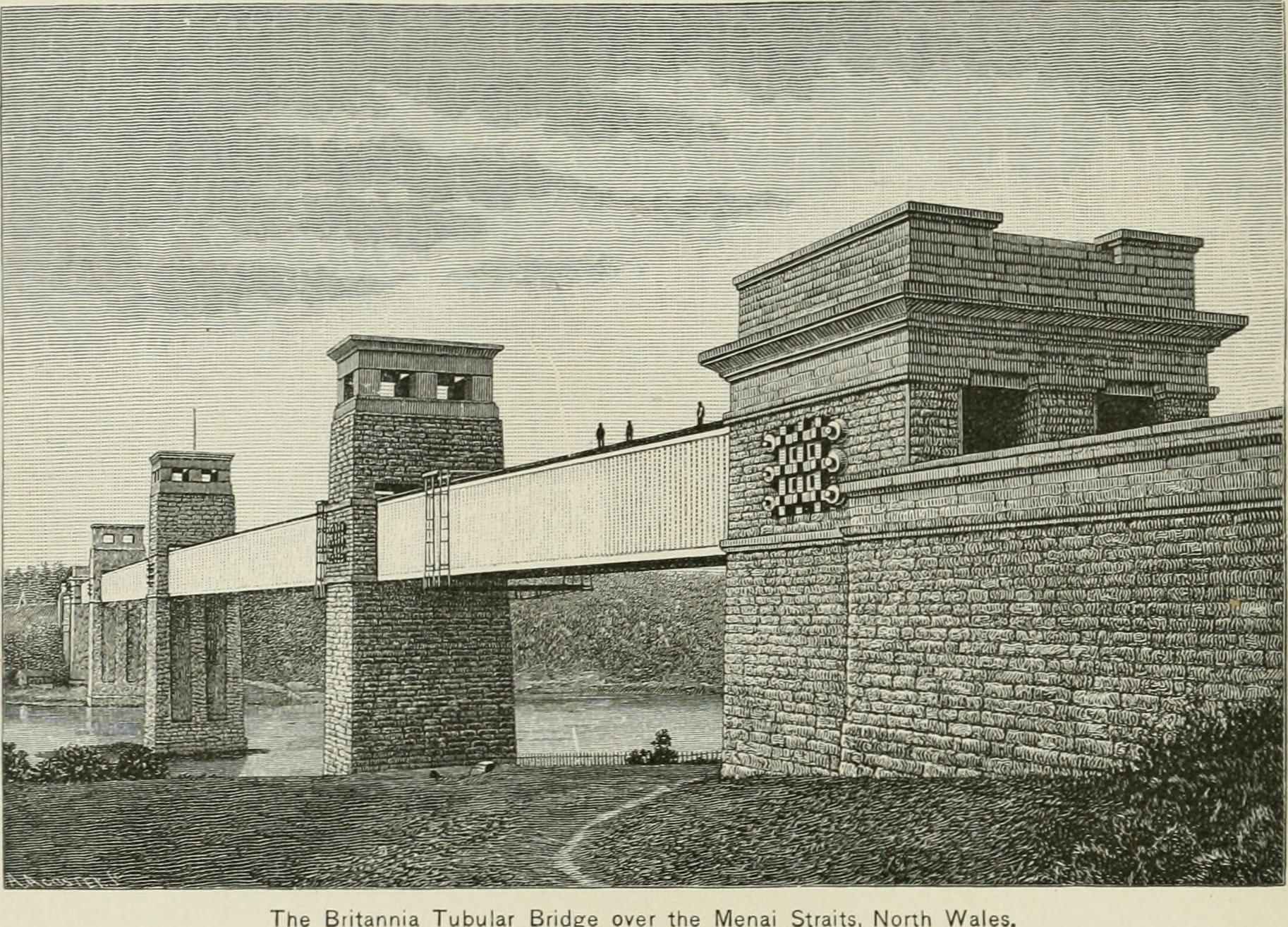
Britannia Bridge met de grote rechthoekige buizen tussen de pijlers

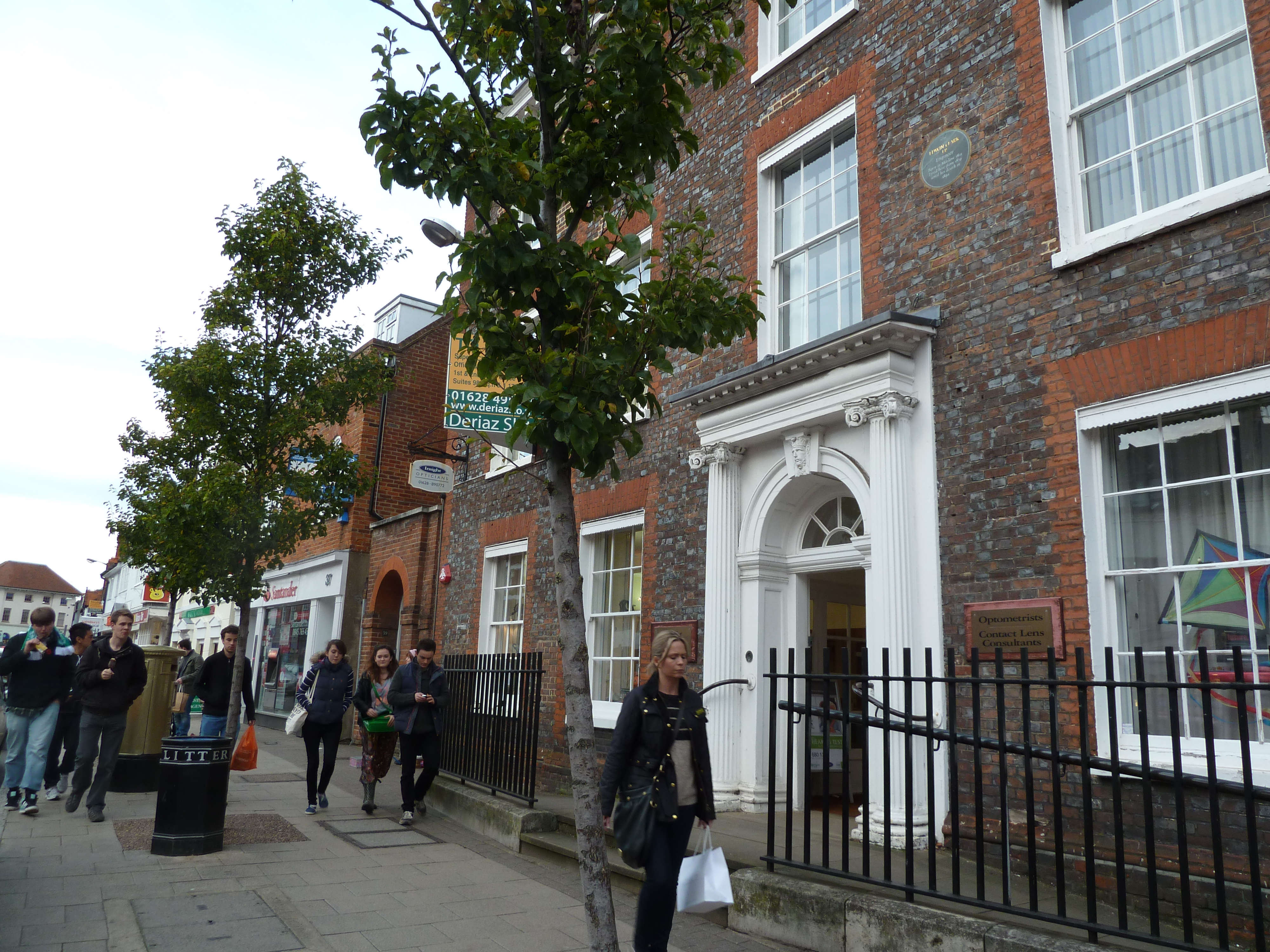
Cromwell House, zijn woning in Marlow

Edwin Clark (Great Marlow, 7 januari 1814 - Marlow (Buckinghamshire), 22 oktober 1894) was een Engelse civiel ingenieur die gespecialiseerd was in hydraulica. In Groot-Brittannië is hij vooral bekend als de ontwerper van de scheepslift bij Anderton. In België bouwde hij de Scheepsliften op het Centrumkanaal en in Nederland de (eerste) Brug bij Westervoort. De scheepsliften zijn alle bewaard gebleven en hebben een monumentstatus. 

## Jeugd en opleiding
Edwin was de oudste van drie kinderen. Zijn vader was een textielarbeider. In zijn eerste schooljaren kreeg hij vooral kennis van meetkunde, Latijn en Frans. Toen hij 16 jaar oud was ging hij in de leer bij zijn oom, een advocaat met een kantoor in Londen. Dat werk beviel hem niet, maar hij besteedde veel tijd in de bibliotheek met wetenschappelijke boeken. Twee jaar later keerde hij terug naar huis. Zijn vader was werkloos geworden en kon weinig financiële steun meer geven voor een opleiding. Vier jaar had Edwin geen werk en hij hield zich vooral bezig met technische vraagstukken.
Hij begon als wiskundedocent maar besloot in 1834 verder te studeren. Na twee en een half jaar was het geld op en hij besloot door Europa te trekken. In 1839 keerde hij terug en werd docent wiskunde op een betere school en verdiende voldoende geld om zijn ouders financieel te helpen en wetenschappelijke boeken en apparaten aan te schaffen. 

## Prestaties
In maart 1846 trok hij naar Londen waar hij Robert Stephenson ontmoette. Deze nam hem in dienst als hoofdingenieur bij de bouw van de Britannia Bridge, die in 1850 geopend werd. De vergelijkbare Conwy Railway Bridge, ook van Stephenson, kwam in 1848 gereed en Clark was vooral betrokken bij het plaatsen van de grote tunnelbuizen. Met zijn ervaring publiceerde hij in 1850 The Britannia and Conway Tubular Bridges, een boek in drie delen.
Clark had al geëxperimenteerd met elektriciteit. Stephenson was zo onder de indruk van Clark dat hij hem vroeg te komen werken voor de Electric and International Telegraph Company. Deze nieuwe vorm van communicatie was essentieel voor veilig treinverkeer. Clark verbeterde de isolatie van stroomdraden en isolatoren. Zijn jongere broer Josiah Latimer Clark kwam ook bij dit bedrijf te werken. Clark bleef betrokken bij de bruggenbouw en in 1853 startte de bouw van de door hem ontworpen brug over de IJssel bij Westervoort, die in 1855 voltooid werd. Zijn draaibrug werd in 1901 vervangen door een veel hogere en vaste brug.
In 1857 werd hij gevraagd een bootlift te maken voor Royal Victoria Dock. Dit project was enigszins vergelijkbaar met zijn taak bij de Britannia Bridge. De lift was vooral bedoeld om schepen uit het water te tillen voor reparaties aan de romp. The Thames Graving Dock Company was de opdrachtgever en Clark slaagde erin dit project te realiseren. Dit idee herhaalde hij voor scheepsliften in het Engelse Trent and Mersey Canal (1875) en Belgische Centrumkanaal waar hydraulische bootliften werden gebruikt om het hoogteverschil te overbruggen.

## Pensioen
In 1876 ging hij met pensioen. Hij maakte een lange zeereis en bezocht diverse landen in Zuid-Amerika. Na twee jaar keerde hij terug en ging wonen in Cromwell House te Marlow (Buckinghamshire). Hier overleed hij op 22 oktober 1894.